# Joey Maramba
Joey Maramba (* 8. března 1974 Manila) je filipínský baskytarista.
Pochází z hudební rodiny; jeho matkou je klavíristka Vilma Posadas, mladším bratrem baskytarista John Paul Maramba a strýcem klavírista Romy Posadas. Narodil se na Filipínách, ale v roce 1982 se s rodiči přestěhoval do USA. Svou první baskytaru dostal v roce 1986. Dostal jí k Vánocům. Mezi své největší vzory řadil například Charlese Minguse. V devadesátých letech působil ve skupině HiddeN, kterou založil spolu se svým spolužákem z Arroyo High School ve městě El Monte v Kalifornii Santinou Giordanem. Ke skupině se v roce 2000 přidal ještě bubeník Frank Luis. Maramba se skupinou vydal několik alb.
Je členem instrumentálního dua Ninja Academy, ve kterém hraje na baskytaru (vystupuje pod jménem Indo Ninja) a je doprovázen bubeníkem Robertem Shafferem (ten vystupuje pod jménem Outdo Ninja). Se skupinou vydal alba Enter the Ninja (2004) a Bra'ka dOm (2005). Byl rovněž členem doprovodné skupiny zpěvačky a kytaristky Rickie Lee Jones; hrál na jejím studiovém albu The Sermon on Exposition Boulevard z roku 2007 a vystupoval na jejím koncertním DVD Live in Stockholm z roku 2010. Od roku 2011 je členem doprovodné skupiny velšského hudebníka Johna Calea, se kterým nahrál alba Shifty Adventures in Nookie Wood (2012), M:FANS (2016) a Mercy (2023). Rovněž se věnoval pedagogické činnosti.
Dále hrál například s Addim Somekhem a Kennym Wollesenem.

## Diskografie
Sólová
- Bitchwrecked Voyage #1 (EP; 2016)

Ostatní
- Enter the Ninja (Ninja Academy, 2004)
- Bra'ka dOm (Ninja Academy, 2005)
- Everything You Ever Wanted (HiddeN, 2006)
- The Sermon on Exposition Boulevard (Rickie Lee Jones, 2007)
- Live in Stockholm (Rickie Lee Jones, 2010)
- Tiki Leaks (Piel, 2011)
- Shifty Adventures in Nookie Wood (John Cale, 2012)
- Mei Lana (Elvis Orbison, 2012)
- Moby Dick: or, The Album (The Evangenitals, 2014)
- Unpopable Trio (Unpopable, 2014)
- M:FANS (John Cale, 2016)
- Vessel (Lucia, 2016)
- Don't Let Me Down: A Beatles Cover Album (Fascinoma, 2016)
- GB3 (Golden Buddha, 2018)
- Ish (Shugazi, 2020)
- Luz (Lucia, 2021)
- Mercy (John Cale, 2023)